# Ion Duca

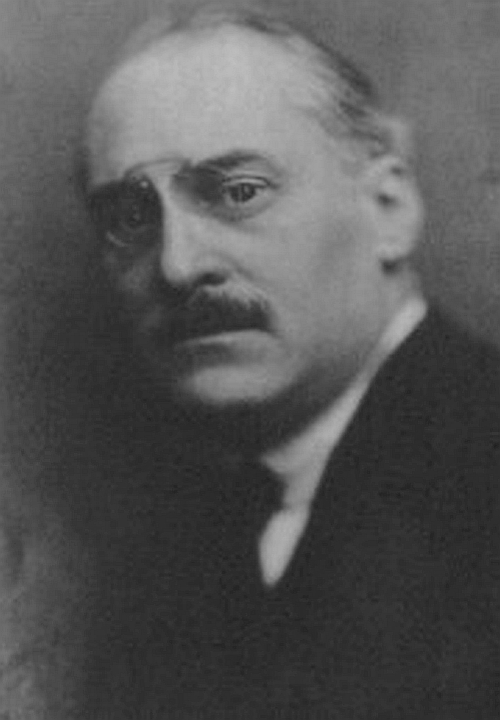
Ion Duca

Ion Gheorghe Duca (Boekarest, 20 december 1879 - Sinaia, 29 of 30 december 1933) was een Roemeens politicus.

## Politieke carrière
Ion Duca werd geboren in Boekarest. In 1908 werd hij in het Roemeense parlement gekozen voor de Nationaal-Liberale Partij (PNL). Hij was van 4 januari 1914 tot 28 januari 1918 en van 29 november tot 12 december 1918 minister van Religieuze Zaken en Openbaar Onderwijs onder premier Ion I.C. Brătianu. Van 12 december 1918 tot 26 september 1919 was hij minister van Landbouw.
Ion Duca keerde op 19 januari 1922 als minister van Buitenlandse Zaken in het kabinet van premier Brătianu terug. Hij was in die functie een groot aanhanger van de Kleine Entente van Roemenië, het Koninkrijk der Zuid-Slaven (Joegoslavië) en Tsjechoslowakije om een tegenwicht te vormen voor het Hongaarse annexatiestreven (Hongarije claimde Transsylvanië, dat tot 1918 deel uitmaakte van het Koninkrijk Hongarije) en de restauratie van de Habsburgers te voorkomen. Duca bleef minister van Buitenlandse Zaken tot 30 maart 1926. Van 21 juni 1927 tot 11 november 1928 was Duca minister van Binnenlandse Zaken onder premier Vintilă Brătianu. Na het overlijden van Vintilă Brătianu in 1930, volgde Duca de laatste op als voorzitter van de Nationaal-Liberale Partij (PNL). Hij wist zich in korte tijd populair te maken onder de bevolking en ging in 1931 een verkiezingsalliantie aan met Nicolae Iorga en diens Nationaal-Democratische Partij (PND). Ook de Deutsche Partei (PD/DP) sloot zich bij die alliantie aan. De PND-PNL-DP alliantie won de parlementsverkiezingen van 10 juni 1931 en kreeg 287 zetels in het 387 zetels tellende Roemeense parlement. 70 van die zetels binnen de alliantie.

## Premier
Ion Duca's PNL verkreeg bij de Roemeense parlementsverkiezingen van 1932 slechts 28 zetels, terwijl hij bij de verkiezingen een jaar later, 20 december 1933, 300 zetels kreeg. Koning Carol II van Roemenië had Ion Duca kort daarvoor, op 14 november 1933, tot premier benoemd. Tijdens zijn korte premierschap verbood Duca de fascistische IJzeren Garde van Corneliu Zelea Codreanu.

## Moordaanslag
Tien dagen na de verkiezingen, op 30 december 1933, werd Ion Gheorghe Duca op een perron van het treinstation van Sinaia doodgeschoten door Radu Constantinescu. Constantinescu was lid van de IJzeren Garde. Op de plaats van de moord werd een gedenkplaat onthuld. Deze werd in 1936 beklad door Gardisten.
Ion Duca schreef memoires over zijn periode als minister in het oorlogskabinet van Ion I.C. Brătianu tijdens de Eerste Wereldoorlog.
Zijn zoon Gheorghe Duca (1900?-) was een Roemeens diplomaat. Na de Tweede Wereldoorlog werd hij een groot criticus van het communistisch regime in Roemenië en week uit naar het buitenland. Hij verzamelde bewijzen voor de vervolging van gelovigen en burgers in zijn land.